# Claudio Rimbaldo
Claudio Rimbaldo (Póla, 1932. november 13. – Firenze, 2022. január 9.) olasz labdarúgó, fedezet, edző.

## Pályafutása

### Játékosként
1951 és 1957 között a Torino FC, 1957 és 1959 között a Triestina, 1959 és 1963 között a Fiorentina, 1963–64-ben az SSC Napoli labdarúgója volt. A firenzei csapattal egy olaszkupa-győzelmet ért el. Tagja volt az 1960–61-es idényben KEK-győztes és az 1961–62-es idényben KEK-döntős együttesnek.

### Edzőként
1974–75-ben és 1979–80-ban az Aglianese csapatának a vezetőedzőjeként tevékenykedett.

## Sikerei, díjai
Triestina
- Olasz bajnokság – másodosztály (Serie B)
  - bajnok: 1957–58

 Fiorentina
- Olasz kupa (Coppa Italia)
  - győztes: 1961
- Kupagyőztesek Európa-kupája (KEK)
  - győztes: 1960–61
  - döntős: 1961–62